# Списък на владетелите на Ле Бо
Господарите на Ле Бо (на италиански: del Balzo, на френски: de Baux или du Baus, на модерен окситански del Bauç, на староокситански: dels Baus, на латински: de Baucio) представляват една от най-могъщите фамилии в средновековен Долен Прованс. 
Господарство Бо е създадено през 971 г. от император Ото I и е предоставено на Понс II дьо Фоа Стари, но Хюг I де Бо е този, който приема титлата около 1000 г. Де Бо налагат местна власт в Графство Прованс в края на първото хилядолетие. Господарството нараства чрез политика на съюзи и бракове с други важни семейства. През 13 век на тяхното господство се противопоставя графът на Барселона, чието завземане на властта бележи края на Дом Бо в Прованс. Те са независими господари, кастелани на Бо и Арл и упражняват значителна власт на местно ниво.
Списъкът по-долу показва в хронологичен план господарите (князете) на Ле Бо от началото до Френската революция.

## Предци на господарите на Бо[3]
- Лейбулф Провански (* ок. 750, † 835), граф на Прованс, 851 г. споменат като господар на замъка на Бо, ∞ за Ода (?)
- Лейбулф де Бо (ср. 9 век)[4]
- Понс Арлски (кр. 9 век), родоначалник на Дом Дел Балцо, ∞ за Блисмодис Маконска
- Хумберт (* 890, † 933), син на предходния, епископ на Везон ла Роман
- Исон Арлски (* ок. 890, † 942), брат на предходния, ∞ за княгиня (?) от Беневенто
- Ламберт Урс, син на предходния, господар на Реян, ∞ за Галбурга от Беневенто
- Понс II или Понс дьо Фоа, нар. Стари (* 910, † ок. 979), брат на предходния, родоначалник на Виконтите на Марсилия, ∞ 1. за Юдита Бретанска, дъщеря на Ален II Бретански, 2. за Белетруда

## Дом Бо
- Понс III или Понс дьо Фо, нар. Млади (* ок. 945, † ок. 1025 или 1028/1932), от виконтите на Марсилия, вероятен син на предходния и на Белетруда; споменат като господар на Ле Бо в харта от 987 г.; ∞ за Профекта дьо Маринян/дьо Бер;
- Гийом де Бо (вероятен), син на предходния

- Хюг I (* ок. 970, † сл. 1059 ок. 1069), син или внук на Понс III и първият, който приема името Ле Бо; ∞ за Инаурис д'Аго д'Aпт или дьо Кавайон
- Гийом Хюг (* 1050, † 1110 в Триполи), син на предходния; ∞ за Виерна
- Раймон I (* 1095 или ок. 1075/1085, † 1150 в Барселона), син на предходния; ∞ за Етиенета дьо Прованс-Жеводан
- Хюг II (* пр. 1121, † 1179 в Сардиния),[5] син на предходния; ∞ за Барала
- Раймон II († 1170/1180), син на предходния
- Бертран I (* 1137 или 1140, † ок. 1181 или 1183), чичо на предходния, брат на Хюг II и най-малък син на Раймон I; също 1-ви принц на Оранж след сватбата си с Тибурга II Оранска през 1173 г. По-малките му синове са:
  - Бертран II († 1201), родоначалник на клона Бо дьо Бер, с Мерарг, Маринян и Пюрикар. Синът му Раймон дьо Бо-Мерарг става виконт на Марсилия, като се жени за Аласи от Марсилия; те включват в своето италианско потомство Дел Балцо – херцози на Андрия (вж. Маргьорит де Бо, съпруга на Пиер I Люксембургски, граф на Сен Пол, Бриен и Конверсано; френският крал Анри IV произлиза от тях, както и Луи XV, но по друг начин); Граф на Алесано и Барон на Специя, Херцог на Веноза, граф на Монтескальозо и Ачера, и др.;
  - Гийом I (* 1155 или ок. 1176, † юни 1218 в Авиньон), който продължава принцовете на Оранж (Луи XV също произлиза от клона Шалон-Арле-Оранж, през Орлеан-Лонгвил), включително и италианското потомство Дел Бацо ди Солето, и господарите на Галатина, от което произхождат Орсини дел Балцо и Князете на Таранто и Алтамура с огромен европейски произход (вж. Елеонора Плантагенет и Княжество Таранто).
- Хюг III (* 1173, † 1240), син на Бертран I, брат на предходните двама, също виконт на Марсилия поради брака си с Барала, дъщеря на виконта на Марсилия Раймон Жофре
- Барал I († 1268), велик съдия на Неапол, син на предходния; ∞ за Сибила д'Андюз, дъщеря на Пиер Бермонд д'Андюз е Сов (Гар) и на Костанца Тулузка, дъщеря на Раймон VI; дъщерите му Маркиза и Сибила се омъжват съответно за Анри II, граф на Родез, и за Амадей IV Савойски
- Бертран II († 1305), син на предходния, също граф на Авелино в Италия; ∞ 1. за Филипина дьо Поатие-Валентиноа, дъщеря на Аймар III и Сибила дьо Боже, от която има Раймон III и Бертран III; 2. за Агата дьо Мевуйон, от която има Агут дьо Каром, сенешал на Бокер, Ним, Тулуза и Алби, генерален капитан в Лангедок, и неговите потомци, особено дьо Турнон и д'Юзе; Сесил Раскас († 1342), господарка на Каром, Бом дьо Вениз, Бедоен, Антрег, Лорьол и Мормоарон, ∞ 1314 за Раймон-Гийом дьо Клермон, господар на Будос; и Сибила († 1360), ∞ за Аймар V от Поатие, племенник на Филипина, оттук и продължението на Дом Поатие, включително известната Даяна, предшественичка на Луи XV
- Раймон III († 1312), син на предходния, граф на Авелино
- Бертран III († 1351), брат на предходния, граф на Авелино и баща на Мари де Бо, съпруга на Хумберт II, дофин на Виен и граф на Албон
- Хюг IV († 1351), син на предходния, граф на Авелино, убит от Луи Тарентски – съпруг на кралица Джована I Анжуйска
- Роберт († 1354), син на предходния, граф на Авелино, убит от съпругата си Мария Анжуйска
- Раймон IV († 1372), брат на предходния и син на Хюг IV, също граф на Авелино; ∞ за Жана, дъщеря на Гийом III Рожер дьо Бофор, виконт на Тюрен, и на Алиенор дьо Коменж
- Аликс († 1426), дъщеря на предходния, графиня на Авелино под опеката на дядо си Гийом III Рожер дьо Бофор, след това на чичо си Раймон Туренски, след това на първия си съпруг Одон дьо Тоар-Вилар. Без потомство. Завещава Ле Бо на Гийом де Бо, херцог на Андрия, но графовете на Прованс монополизират синьорията, която се превръща в баронство.

Дом Бо идва като дел Балцо (del Balzo) в Италия през 1263 г. след Шарл I Анжуйски и по-късно се разклонява в два клона, все още съществуващи в Рим, Неапол и Милано: Херцози дел Балцо ди Каприляно и Херцози дел Балцо ди Презенцано.

## Господство на графовете на Прованс
- Луи III Валоа-Анжуйски (1427-1434)
- Рене I Анжуйски (1434-1480)
- Шарл V Анжуйски (1480-1482)

След смъртта на Шарл I Анжуйски братовчед му Луи XI, крал на Франция, лишава Рене II, херцог на Лотарингия, от наследството и анексира Прованс.

## Господство на кралете на Франция
- Луи XI (1482-1483)
- Шарл VIII (1483-1498)
- Луи XII (1498-1513)
- Франсоа I (1515-1547)
- Анри II (Франция) (1547-1559)
- Франсоа II (1559-1560)
- Шарл IX (Франция) (1560-1574)
- Анри II (Франция) (1574-1589)
- Анри (1589-1610)
- Луи XIII (1610-1643)

## Барони на Бо
- Бернардин де Бо (1513-1528)
- Ан дьо Монморанси (1528-1567)
- Оноре дьо Мартен (1567-1582)
- Жак дьо Бош, господар на Вер, Седрон и Вакийер (1582-1621)
- Антоан дьо Вилньов, губернатор на Бо (1621-1631)

През 1631 г. се извършват продажбата на имението Бо на общността и разрушаване на замъка.

## Капитани-визиери на Бо
Капитан-визиерът, отговорен за управлението на мястото, става управителят на цитаделата след смъртта на Монморанси.
- Клод дьо Манвил (1528 – пр. 1553)
- Функции, заемани от вдовицата на Манвил до 1553 г.

- Пиер дьо Котерон (1553-1560)
- Жеан дьо Манвил (1560-1562)
- Жеан дьо Кикеран-Вантабран (1562-1563)
- Гошие дьо Кикеран (1563-1564)
- Валантен дьо Грил (1564-1575)
- Пиер дьо Веран (1575-1607)
- Пиер дьо Саворнен (1607-1618)
- Жак дьо Вераси (1618-1631)
- Никола Венсан (1631-)
- Шарл дьо Ложие (1642-1662)

## Маркизи на Бо
През май 1642 г. кралят на Франция Луи XIII дарява Господарство Ле Бо на князете на Монако. Дарът е потвърден с указ от 6 февруари 1643 г.
- 1642 – 1643: Оноре II от Монако (* 1597, † 1662), първи носител, дава титлата на сина си
- 1643 – 1651: Еркюл Грималди (* 1623, † 1651), син на предходния
- 1662 – 1701: Антоан I от Монако (* 1661, † 1731), внук на предходния
- 1717 – 1718: Антоан-Шарл от Монако (* 1717, † 1718), най-големият син на Жак (IV) дьо Гойон дьо Матиньон (Жак I от Монако) и Луиза-Иполита от Монако
- 1720 – 1733: Оноре III от Монако (* 1720, † 1795), брат на предходния
- 1758 – 1814: Оноре IV от Монако (* 1758, † 1819), син на преходния
- Оскар Грималди (* 1814, † 1894), незаконен син на Оноре V от Монако, титулуван от баща си
- 1819 – 1841: Флорестан I от Монако (* 1785, † 1856), брат на Оноре V
- 1841 – 1856: Шарл III от Монако (* 1818, † 1889), син на предходния
- 1856 – 1889: Албер I от Монако (* 1848, † 1922), син на предходния
- 1889 – 1922: Луи II от Монако (* 1870, † 1949), син на предходния
- 1944 – 1949: Рение III от Монако (* 1923, † 2005), внук на предходния
- 1958 – 2005: Албер II от Монако (* 1958 – ), син на предходния
- 2014 – : Жак от Монако (* 2014 – ), син на предходния